# Gateway Indy 250 2002
Gateway Indy 250 2002 var ett race som var den trettonde deltävlingen i Indy Racing League 2002. Racet kördes den 25 augusti på Gateway International Raceway. Gil de Ferran tog sin andra seger för säsongen. Precis som på Pikes Peak var det på en liten oval de Ferran skördade framgångar. Penske hade hela säsongen haft det tufft på de något längre ovalerna, vilket gjorde att mästerskapstrean Sam Hornish Jr. var favorit inför de sista två tävlingarna på Chicagoland och Texas.

## Slutresultat
| Plats | Förare            | Team                     | Grid |
| ----- | ----------------- | ------------------------ | ---- |
| 1     | Gil de Ferran     | Marlboro Team Penske     | 1    |
| 2     | Hélio Castroneves | Marlboro Team Penske     | 3    |
| 3     | Alex Barron       | Blair Racing             | 15   |
| 4     | Buddy Rice        | Cheever Racing           | 16   |
| 5     | Sam Hornish Jr.   | Panther Racing           | 2    |
| 6     | Robbie Buhl       | Dreyer & Reinbold Racing | 9    |
| 7     | Al Unser Jr.      | Kelley Racing            | 8    |
| 8     | Raul Boesel       | Bradley Motorsports      | 14   |
| 9     | Vitor Meira       | Team Menard              | 4    |
| 10    | Eddie Cheever     | Cheever Racing           | 17   |
| 11    | Airton Daré       | A.J. Foyt Enterprises    | 19   |
| 12    | Robbie McGehee    | Beck Motorsports         | 21   |
| 13    | Jeff Ward         | Chip Ganassi Racing      | 5    |
| 14    | Eliseo Salazar    | A.J. Foyt Enterprises    | 20   |
| 15    | Buddy Lazier      | Hemelgarn Racing         | 18   |
| 16    | George Mack       | 310 Racing               | 23   |
| 17    | Hideki Noda       | Indy Regency Racing      | 25   |
| 18    | Scott Sharp       | Kelley Racing            | 10   |
| 19    | Greg Ray          | A.J. Foyt Enterprises    | 22   |
| 20    | Sarah Fisher      | Dreyer & Reinbold Racing | 10   |
| 21    | Felipe Giaffone   | Mo Nunn Racing           | 7    |
| 22    | Laurent Redon     | Conquest Racing          | 6    |
| 23    | Billy Boat        | CURB/Agajanian Racing    | 13   |
| 24    | Tony Renna        | Kelley Racing            | 12   |
| 25    | Anthony Lazzaro   | Sam Schmidt Motorsports  | 24   |